# Мирзоев, Акбар
Акба́р Мирзо́ев (тадж. Акбар Мирзоев, род. 15 февраля 1939, Нурек) — советский и таджикский государственный деятель, премьер-министр Таджикистана (1992).

## Биография
Родился в городе Нурек Республики Таджикистан 15 февраля 1939 года. Окончил Душанбинский Политехнический техникум, Военную авиационную школу и Таджикский сельскохозяйственный институт, по специальности инженер-гидротехник.

### Образование и трудовая деятельность
- 1960—1963 гг. — Учёба и служба в рядах Советской Армии. Офицер запаса.
- 1960—1974 гг. — Мастер, начальник участка, главный инженер, начальник строительно-монтажного управления.
- 1974—1975 гг. — Начальник областного производственного управления оросительных систем.
- 1975—1987 гг. — Управляющий строительным трестом, первый заместитель начальника «Главтаджикводстроя» Минводхоза СССР.

В эти годы руководил водохозяйственным строительством в Кулябской области, а затем в Республике, в том числе директивными стройками: строительство Дангаринского ирригационного тоннеля и освоение пустующих земель Дангариской степи в качестве управляющего трестом «Кулябводстрой», а на этапе строительства концевого пускового комплекса руководил штабом строек в должности первого заместителя начальника «Главтаджикводстрой» минводхоза СССР.
4 ноября 1986 года в 00 часов ему было доверено первый пуск воды по тоннелью в объёме 3 кубических метра / сек.
Началось преобразование района.

### Политическая деятельность
- 1987—1988 гг. — Председатель исполкома Кулябского областного Совета народных депутатов Республики Таджикистан, г. Куляб.
- 1988—1990 гг. — Председатель исполкома Хатлонского областного Совета народных депутатов Республики Таджикистан, г. Курган-Тюбе.
- В 1989 году на десятой сессии Верховного Совета Таджикской ССР выступил первым в защиту Таджикского языка и придание ему статуса Государственного.
- 22 июля 1989 г. был принят «Закон о языке»
- 1990—1992 гг. — Председатель исполкома Кулябского областного Совета народных депутатов Республики Таджикистан, г. Куляб.
- 09.01.1992 гг. — Премьер-министр Республики Таджикистан.
- 25.08.1992 гг. — Указ Президента Руспублики Таджикиста: об открытии Посольств и Генерального Консульства Респеблики Таджикистан в зарубежных странах.
- 29.08.1992 гг. — Временный Поверенный в делах Республики Таджикистан в ФРГ.
- 14.06.1994 — 16.09.2001 гг. — Чрезвычайный и Полномочный Посол Республики Таджикистан в ФРГ. Имеет ранг Чрезвычайного и Полномочного Посла.
- 16.09.2001 гг. — Посол в отставке, Персональный Пенсионер.
- 29.06.2007 гг. — Председатель Попечительского Совета Общественного благотворительного фонда Таджикистана.
- 1987—1995 гг. — Народный депутат Республики Таджикистан.
- 1988—1992 гг. — Председатель мандатной комиссии Верховного Совета Республики Таджикистан.
- 1990—1992 гг. — Член Президиума Верховного Совета Республики Таджикистан.

### Награды
- Медаль «За доблестный труд» в 1970 г.
- Орден «Знак Почета» в 1971 г.
- Почётная грамота Президиума Верховного Совета Таджикской Советской Социалистической Республики 1971 г.
- Орден «Трудового Красного Знамени» в 1975 г.
- Почетная грамота Президиума Верховного Совета Таджикской Советской Социалистической Республики в 1979 г.
- Орден Афганистана в 1989 г.
- Медаль Жукова в 1997 г.

### Ранги
- Чрезвычайный и Полномочный Посол Республики Таджикистан в Федеративной Республике Германия (1993—1999).
- Заслуженный работник Таджикистана (2011).

## Семья
Акбар Мирзоев женат, имеет двоих детей.

## Сочинения

### Книги
• Позиция. (2015)